# Jo Bonner
Josiah Robins Bonner, detto Jo (Selma, 19 novembre 1959), è un politico statunitense, membro della Camera dei Rappresentanti per lo stato dell'Alabama dal 2003 al 2013.

## Biografia
Laureato all'Università dell'Alabama, Bonner lavorò per anni come capo dello staff del deputato repubblicano Sonny Callahan.
Quando nel 2002 Callahan decise di andare in pensione, Bonner si candidò per succedergli alla Camera e vinse le elezioni. Negli anni a venire Bonner fu sempre riconfermato dagli elettori con alte percentuali di voto, finché nell'agosto del 2013 rassegnò le proprie dimissioni per accettare l'incarico di vice-cancelliere del sistema universitario dell'Alabama.
Bonner è un conservatore e le sue prese di posizione sono sempre state in linea con le opinioni del suo partito.